# Saut à la perche masculin aux championnats du monde d'athlétisme 1987
Navigation
Helsinki 1983 Tokyo 1991
L'épreuve de saut à la perche masculin des championnats du monde d'athlétisme de 1987 s'est déroulée les 3 et 5 septembre de cette année-là dans le Stade olympique de Rome (Italie), remportée pour la deuxième fois consécutive par le Soviétique ukrainien Sergueï Bubka — qui y améliore sa performance de 15 cm, par rapport à 1983 —, avec pour premier dauphin le Français Thierry Vigneron médaillé d'argent (et son compatriote soviétique Radion Gataullin  — un Russo-Tatar né en Ouzbékistan — se classant troisième et médaillé de bronze ; ce sera rétrospectivement l'avant-dernière fois que des athlètes auront concouru sous les couleurs du drapeau soviétique de l'URSS, et la dernière qu'un autre aura arboré celles de la Tchécoslovaquie, lors de cette compétition).

## Résultats

### Finale
| Rang               | Athlète              | Pays             | Essais | Essais | Essais | Essais | Essais | Essais | Essais | Marque | Notes |
| Rang               | Athlète              | Pays             | 5.30m  | 5.40m  | 5.50m  | 5.60m  | 5.70m  | 5.80m  | 5.85m  | Marque | Notes |
| ------------------ | -------------------- | ---------------- | ------ | ------ | ------ | ------ | ------ | ------ | ------ | ------ | ----- |
| Médaille d'or      | Sergueï Bubka        | Union soviétique |        |        |        |        |        |        |        | 5.85 m | CR    |
| Médaille d'argent  | Thierry Vigneron     | France           |        |        |        |        |        |        | 3x     | 5.80 m |       |
| Médaille de bronze | Radion Gataullin     | Union soviétique |        |        |        |        |        |        |        | 5.80 m |       |
| 4                  | Marian Kolasa        | Pologne          |        |        |        |        |        |        |        | 5.80 m |       |
| 5                  | Earl Bell            | États-Unis       |        |        |        |        |        |        |        | 5.70 m |       |
| 5                  | Nikolay Nikolov      | Bulgarie         |        |        |        |        |        |        |        | 5.70 m |       |
| 7                  | Delko Lesev          | Bulgarie         |        |        |        |        |        |        |        | 5.60 m |       |
| 8                  | Atanas Tarev         | Bulgarie         |        |        |        |        |        |        |        | 5.60 m |       |
| 9                  | Aleksandrs Obižajevs | Union soviétique |        |        |        |        |        |        |        | 5.50 m |       |
| 10                 | Ferenc Salbert       | France           |        |        |        |        |        |        |        | 5.50 m |       |
| 11                 | Gianni Stecchi       | Italie           |        |        |        |        |        |        |        | 5.40 m |       |
| 12                 | Miro Zalar           | Suède            |        |        |        |        |        |        |        | 5.30 m |       |
| —                  | Hermann Fehringer    | Autriche         |        |        |        |        |        |        |        | NM     |       |
| —                  | Zdenek Lubenský      | Tchécoslovaquie  | 3x     |        |        |        |        |        |        | NM     |       |

### Légende
Records et Performances
- AR : Record continental (area record)
- CR : Record des championnats (championship record)
- MR : Record du meeting (meet record)
- NR : Record national (national record)
- OR : Record olympique (olympic record)
- PR : Record paralympique (paralympic record)
- PB : Record personnel (personal best)
- SB : Meilleure performance personnelle de la saison (season's best)
- WL : Meilleure performance mondiale de l'année (world leader)
- WJR : Record du monde junior (world junior record)
- WR : Record du monde (world record)

Circonstances et Conditions
- DNF : N'a pas terminé (did not finish)
- DNS : N'a pas pris le départ (did not start)
- DQ : Disqualification (disqualification)
- NM : Aucun essai valable enregistré (No Mark)
- Q : Qualifié « directement » au prochain tour (ou à la prochaine compétition), lors d'une compétition majeure, grâce au classement ou à la réalisation des minima (automatic qualifier)
- q : Qualifié au prochain tour (ou à la prochaine compétition), lors d'une compétition majeure, grâce au repêchage ou à la réalisation de l'une des meilleures performances parmi celles des « non qualifiés directement » (grâce au meilleur temps ou à la meilleure distance par exemple) (secondary qualifier)